# Bruna Wendel-Plarre
Bruna Wendel-Plarre (* 16. Januar 1903 in Gera; † 23. Mai 1939) war eine Freiwasserschwimmerin und Ärztin. Im Jahr 1938 durchschwamm sie als erste Deutsche den Ärmelkanal.

## Leben

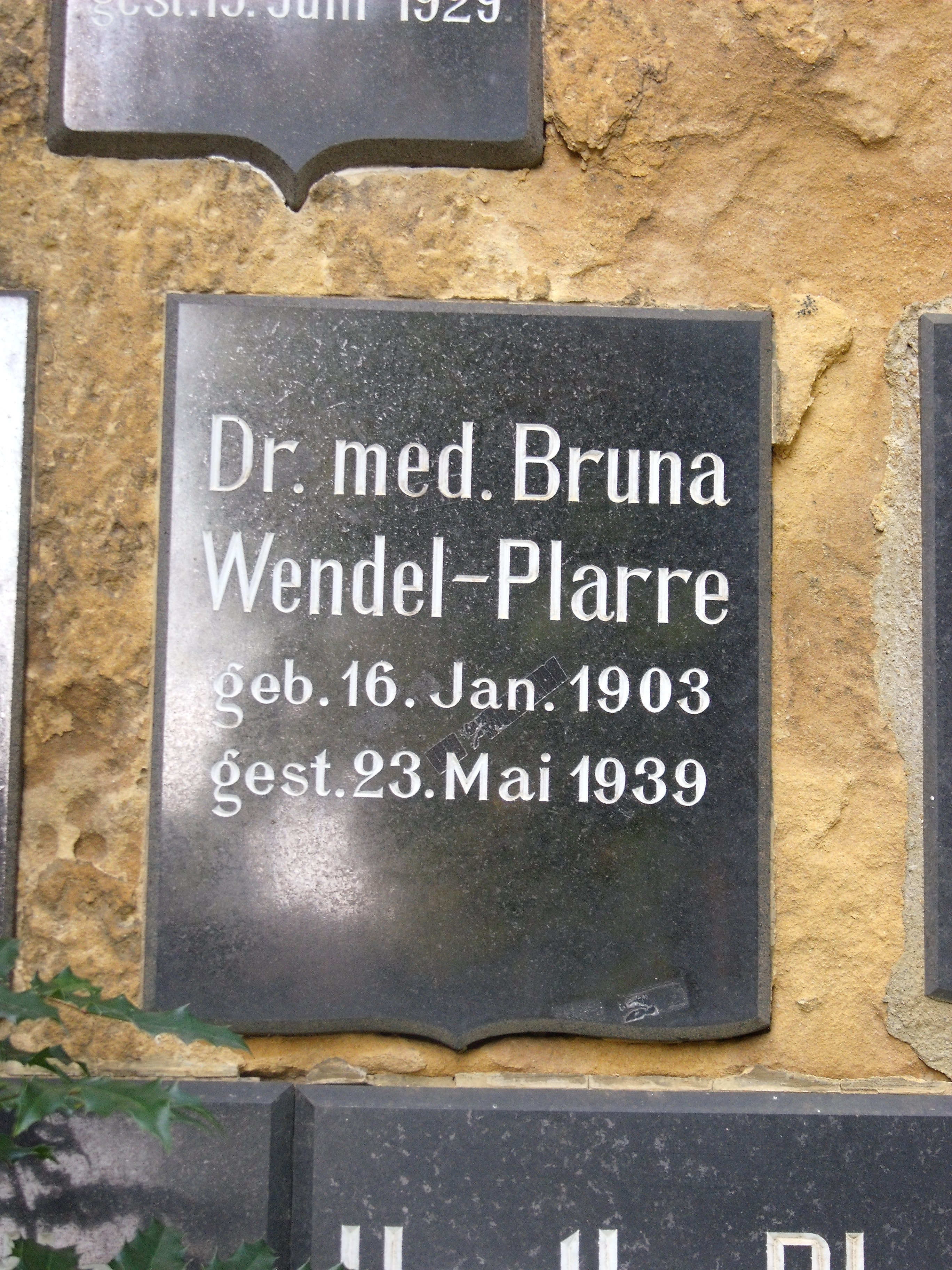
Grabsteinplatte von Bruna Wendel-Plarre auf dem Geraer Südfriedhof (2009)

Ihr Vater Otto Plarre war Turnlehrer und Gründer des Schwimmvereins Gera. Sie studierte Medizin an den Universitäten von Jena, Graz und Rostock und war als Ärztin beim Staatlichen Gesundheitsamt des Stadtkreises Gera tätig. Im Jahr 1936 erschien ihre Dissertation „Die vom 1. April 1932 bis zum 1. April 1933 in der Universitäts-Augenklinik zu Jena behandelten Augenverletzungen“. 
Über Nacht vom 24. auf den 25. August 1938 durchschwamm sie den Ärmelkanal vom Cap Gris-Nez nach Dover. Sie brauchte dafür 15 Stunden und 33 Minuten. Am 23. Mai 1939 starb sie an den Folgen einer Grippe. Ihr früher Tod wird mit den Strapazen der Ärmelkanal-Durchschwimmung in Verbindung gebracht.